# Sultanat von Gujarat
Das Sultanat von Gujarat war einer der islamischen Staaten Indiens, die durch den allmählichen Zerfall des Sultanats von Delhi entstanden. Es existierte im 15. und 16. Jahrhundert in Gujarat, bis es im Jahr 1573 vom Mogulreich annektiert wurde.

## Geschichte
Das Sultanat wurde vom ehemaligen Gouverneur (subahdar) Muzaffar Shah I. (reg. 1392–1411) gegründet. Er war der Sohn eines zum Islam bekehrten Rajputen; seine Tante(?) hatte den Delhi-Sultan Firoz Schah geheiratet. Im Jahr 1395 zerstörte dieser den namhaften Hindu-Tempel von Somnath. Muzaffar Khan nahm aber erst im Jahr 1407 den Sultanstitel an, als die Tughluq-Dynastie in Delhi schon längst ausgespielt hatte. Im gleichen Jahr griff er nach der Ermordung des dortigen Sultans Dilavar Khan Ghori (seines Freundes) auch das Sultanat Malwa an.
Muzaffar Khans Sohn und Nachfolger Ahmed Shah I. (reg. 1411–1442) kämpfte weiter gegen Malwa und im Süden zudem gegen das Bahmani-Sultanat, wobei er die Grenzen seines Herrschaftsgebietes zeitweise bis Bombay vorschob. Im Jahr 1422 belagerte er die Malwa-Hauptstadt Mandu, wurde aber vom heimkehrenden Sultan mit 75 Kriegselefanten (aus Orissa) zum Abzug gezwungen. Hauptstadt von Gujarat wurde das im Jahr 1411 gegründete Ahmadabad.
Qutb-ud-Din Ahmad Schah II. (reg. 1451–1458) war in der Defensive gegen Mahmud Khilji (reg. 1435–1449) von Malwa und den Rana von Chittorgarh (d. h. von Mewar).
Dann kam Mahmud Begada (reg. 1458–1511) an die Macht, der mächtigste aus der Reihe der Sultane, der zweimal einen Sieg Malwas über das Bahmani-Sultanat verhinderte. Er kam auch mit den Portugiesen in Konflikt, die sich damals (ca. 1498–1515) mit der ägyptischen Flotte vor der indischen Küste Seeschlachten lieferten. Mahmud unterwarf auch die kleineren Randstaaten der Hindus und zerstörte dabei im Jahr 1473 Dwarka, ein großes Krishna-Heiligtum. Einen Raja ließ er pfählen und vierteilen. Die neue Hauptstadt wurde Champaner (bis 1535).
Muzaffar II. (reg. 1511–1526) griff 1518 zugunsten des dortigen Sultans in Malwa ein (gegen einen Rajputen) und wurde so in einen langen Krieg gegen den Rana Sangram von Chittorgarh gezogen: In den Jahren 1518 und 1521 fiel er in Mewar ein, während Sangram im Jahr 1520 Gujarat angriff. Schwerwiegend war die beginnende innere Auflösung, d. h. die Großen des Reiches bildeten eigene Parteien und nach Muzaffars Tod kam es zu Thronfolgekämpfen.
In den Parteikämpfen, die drei Thronanwärter das Leben kosteten, setzte sich Bahadur Shah (reg. 1526–1537) durch und brachte fast alle seine Verwandten um. Er war zunächst sehr erfolgreich: Im Jahr 1529 belagerte er den Sultan von Ahmednagar in Daulatabad, 1531 annektierte er Malwa und setzte den letzten Sultan ab, 1533 zerschlug er die Rajputen-Konföderation und stürmte 1535 sogar Chittorgarh. Aber anscheinend überbeanspruchten seine Kriege die Kräfte seines Staates, denn im Jahr 1535 erlitt er eine Niederlage gegen den Großmogul Humayun (reg. 1530–1556, mit Unterbrechungen) und seine Hauptstadt wurde geplündert. Gleichzeitig griffen die Portugiesen in den Jahren von 1531 bis 1533 wiederholt die Hafenstädte Gujarats an und erbauten Diu; 1537 ermordeten sie den Sultan bei einem Besuch.
Der nächste Sultan wurde der erst zwölfjährige Mahmud III. (reg. 1538–1554), der zeit seines Lebens eine Marionette in den Interessenspielen der Großen wurde. Damals sicherte im Grunde nur die Leibgarde von 12.000 Mann die Existenz des Sultanats, während Ämter und Statthalterposten praktisch erblich wurden. Er verbrachte seine Tage in Ausschweifungen und wurde von einem Gefährten namens Burhan vergiftet, der sich selbst zum Sultan machte und die Großen des Staates massakrieren ließ, bis er selbst umgebracht wurde.
Mit Mühe (Mahmud III. hatte seine Frauen trotz zahlloser Orgien immer zur Abtreibung angehalten) fand man dann noch einen entfernten Verwandten namens Ahmed III. für den Thron, der noch vor dem Erreichen der Volljährigkeit 1561 von seinem Regenten Itimad ermordet wurde. Der letzte Sultan Muzaffar III. (reg. 1561–1572, ein untergeschobenes Kind) hatte angesichts des inneren Bürgerkrieges keine Chance. Der von dem Regenten Itimad zu Hilfe gerufene Großmogul Akbar I. ließ ihn absetzen und nahm selbst die Huldigung der Großen entgegen. Im Jahr 1583 beging Muzaffar III. nach einem weiteren erfolglosen Kampf um den Thron Selbstmord.

## Herrscherliste
- Muzaffar Shah I. (1407–1411)
- Ahmad Shah I. (1411–1442)
- Muhammad Shah II. (1442–1451)
- Ahmad Shah II. (1451–1458)
- Daud Shah (1458)
- Mahmud Begada (1458–1511)
- Muzaffar Shah II. (1511–1526)
- Sikandar Shah (1526)
- Mahmud Shah II. (1526)
- Bahadur Shah (1526–1535)

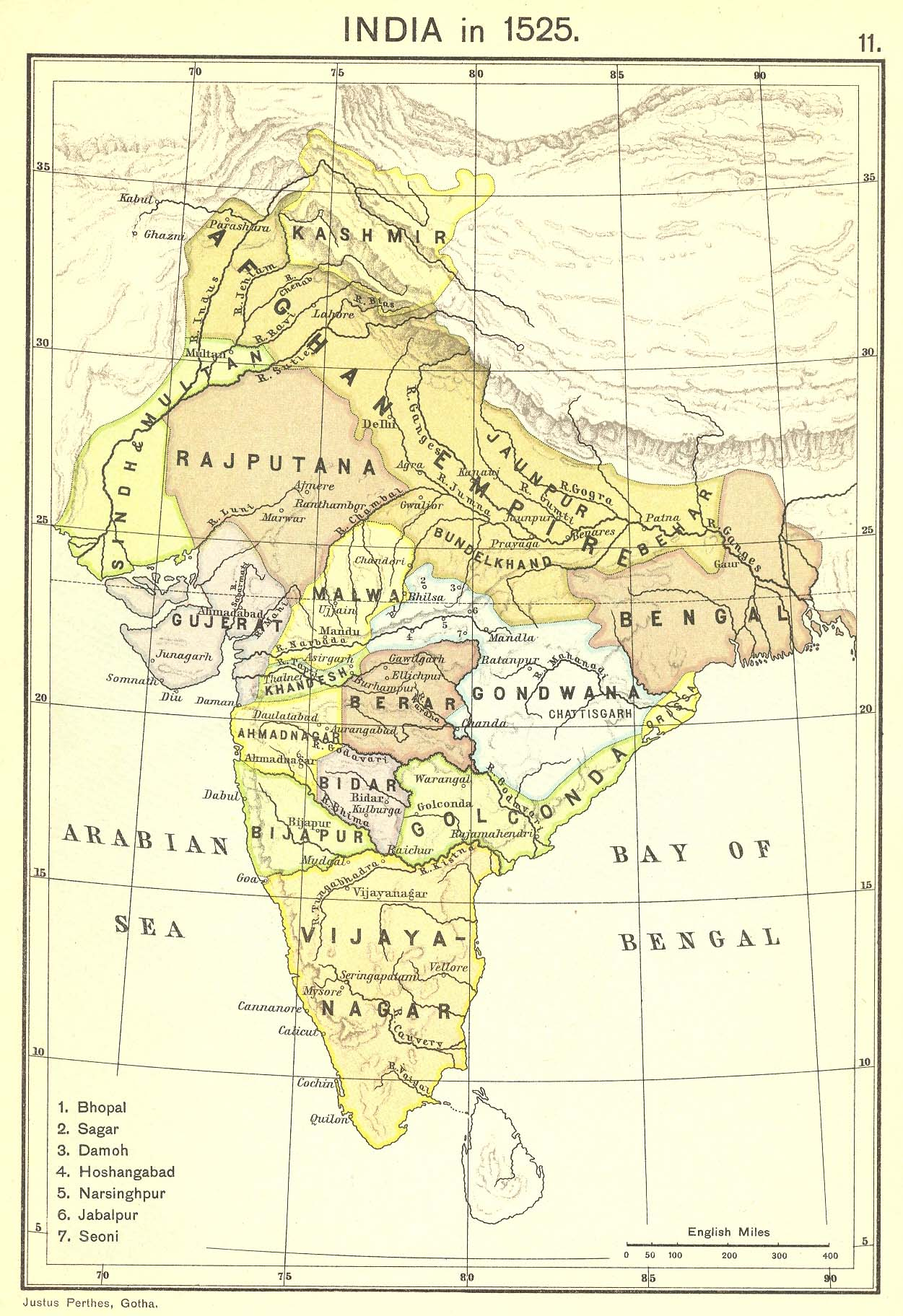
Indien um 1525

Mogulreich unter Humayun (1535–1536)
- Bahadur Shah (1536–1537)
- Miran Muhammad Shah I. (1537)
- Mahmud Shah III. (1537–1554)
- Ahmad Shah III. (1554–1561)
- Muzaffar Shah III. (1561–1573)

Annexion Gujarats durch das Mogulreich unter Akbar I. (1573)